# Kylie Kelce
Kylie Kelce (de soltera McDevitt) es una presentadora de pódcasts y personalidad mediática estadounidense. Es la creadora y la presentadora de su propio pódcast, Not Gonna Lie, estrenado en diciembre de 2024. Está casada con el exjugador de la NFL Jason Kelce.

## Primeros años y educación
Kylie nació el 23 de marzo de 1992 en Narberth, Pensilvania. Comenzó a jugar al hockey sobre césped en segundo grado. Mientras jugaba en el Instituto Lower Merion sufrió problemas de cadera de los cuales se tuvo que operar. Esto le permitió continuar jugando al hockey sobre césped sin experimentar más dolor. 
Kylie fue al Montgomery Country Community College antes de cambiarse a la Universidad Cabrini. Ya en Cabrini, se especializó en ciencias de la comunicación y mostró interés en estudiar la carrera de periodismo deportivo. Durante su tiempo como estudiante en Cabrini, Kylie fue miembro del equipo de hockey sobre césped y compitió en la División III de la NCAA. Fue titular como defensa durante cuatro años y fue reconocida como la Rookie del Año por la Conferencia Atlética de los Estados Coloniales, o CSAC, recibiendo los honores All-CSAC cuatro veces. Fue seleccionada tres veces para jugar en el primer equipo. Kylie se graduó en 2017.

## Carrera
Kylie fue entrenadora del primer equipo de hockey sobre césped de su antiguo instituto, el Instituto Lower Merion.
Kylie colabora con la fundación Eagles Autism Foundation. Ayuda a organizar el evento anual de recaudación de fondos celebrado en Ocean Drive, en Sea Isle City, Nueva Jersey, y suele contribuir financieramente con aportaciones personales. 
Apareció en el documental de Amazon Prime, Kelce, que siguió la vida de su marido Jason Kelce durante la temporada 2022 de los Philadelphia Eagles. Kylie estaba embaraza de su tercera hija por ese entonces. 
Kelce estrenó su pódcast, Not Gonna Lie, en diciembre de 2024. El pódcast, producido por Wave Sports + Entertainment, debutó en la cima de las listas de podcast en plataformas como Spotify o Apple. El programa incluye entrevistas semanales con invitados del mundo de la cultura pop, del deporte y del entretenimiento, así como debates sobre la crianza moderna, las redes sociales y las mujeres en el deporte. Kelce anunció el podcast como una oportunidad para hablar del interés público alrededor de su familia y para aportar su perspectiva respecto a ciertos temas.
En enero de 2025, Kylie respondió a los que criticaban su programa, incluyendo los fans de Joe Rogan tras superar a su pódcast en las listas. Ella explicó con humor cómo los algoritmos amplifican las visitas, señalando que los críticos que buscan su nombre sólo hacen que su nombre crezca más en línea. Riéndose de los comentarios que decían que su pódcast era «amateur», bromeó diciendo que eso era algo que ella también había dicho. 

## Vida personal
Kylie McDevitt conoció a Jason Kelce en 2014 a través de la aplicación de citas Tinder. Se casaron el 14 de abril de 2018 en Filadelfia. Tienen cuatro hijas en común, Wyatt Elizabeth (2019), Elliotte Ray (2021), Bennett Llewellyn (2023) y Finnley Ann Kelce (2025).
Kylie puso su voz en la canción Loud Little Town para el álbum benéfico navideño de los Philadelphia Eagles, A Philly Special Christmas Party. 
En mayo del 2024, Kylie dio un discurso en la ceremonia de graduación en la Universidad Cabrini. En su discurso, habló de sus experiencias como madre y como exalumna de esa universidad.
En diciembre de 2024, Kylie confirmó que es demócrata y que sus opiniones políticas se inclinan «agresivamente hacia la izquierda». 